# Traktat w Požarevacu (1718)

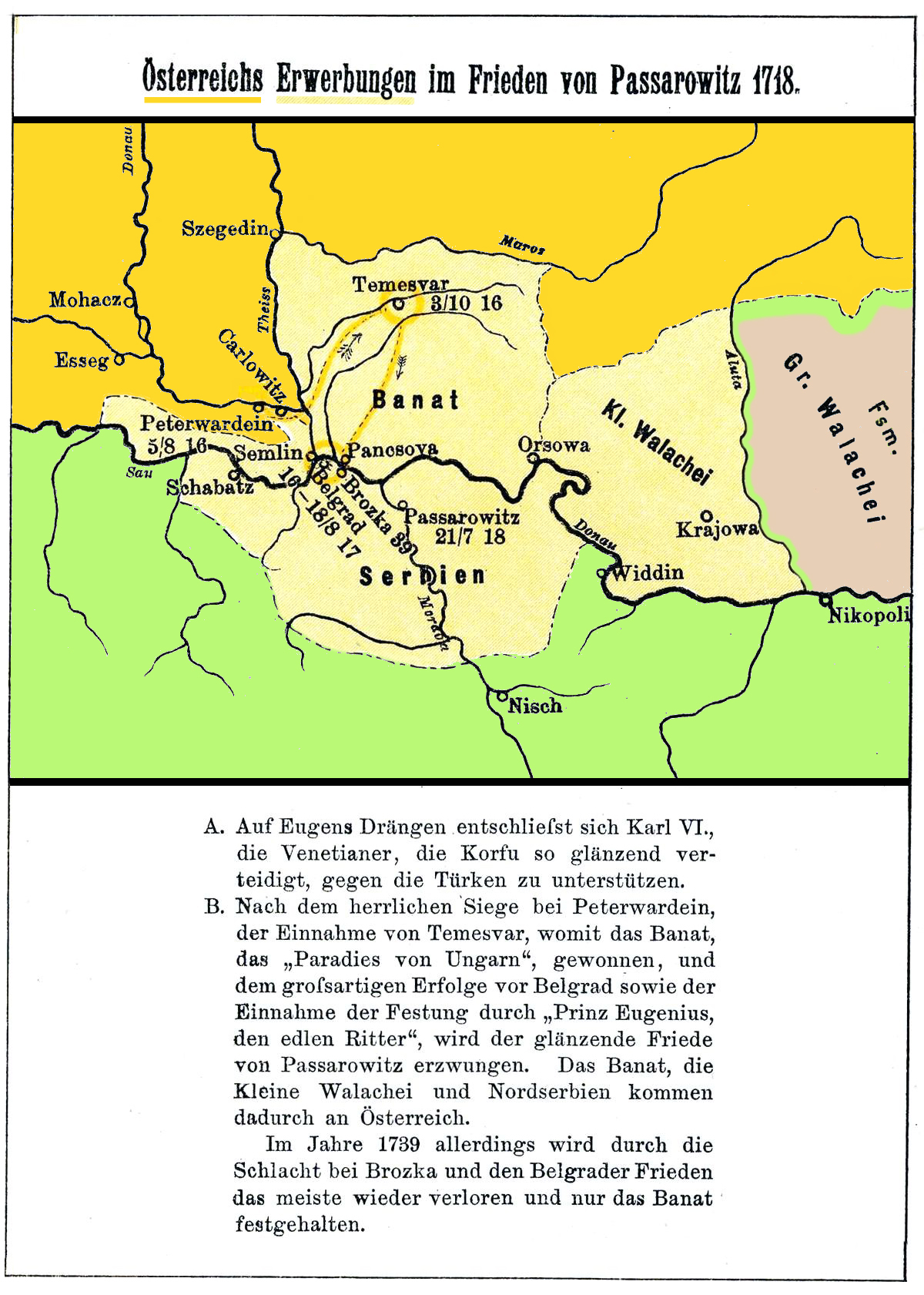
Austriackie nabytki terytorialne w konsekwencji traktatu

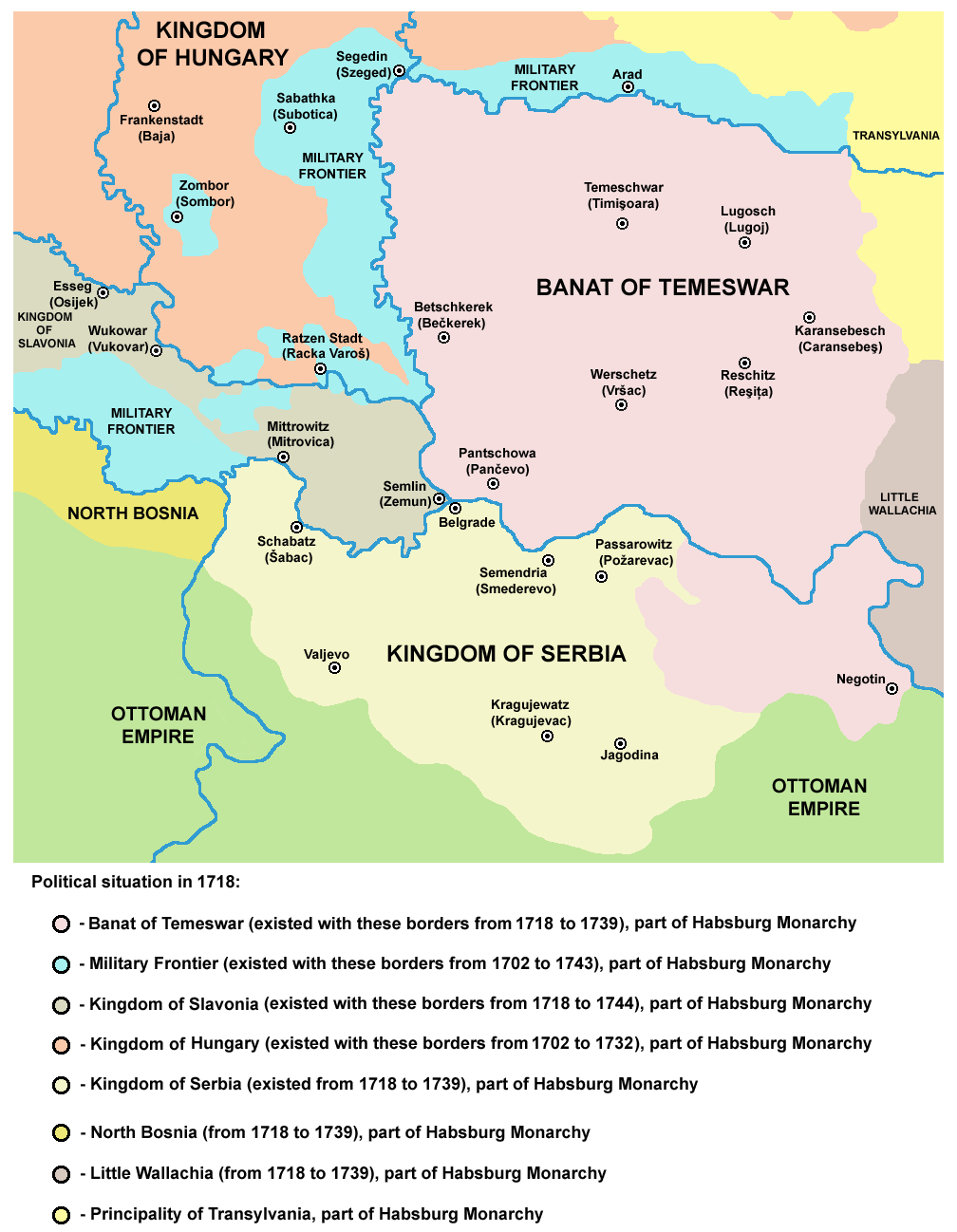
Prowincje habsburskie regionu 1718-1739

Traktat w Požarevacu (niem. Passarowitz) – traktat pokojowy pomiędzy monarchią Habsburgów (formalnie Świętym Cesarstwem Rzymskim) i Republiką Wenecką a Imperium Osmańskim podpisany 21 lipca 1718 w Požarevacu. Pokój został zawarty przy mediacji Wielkiej Brytanii i Niderlandów, kończył działania wojenne wojny austriacko-tureckiej 1715-1718 i wojny wenecko-tureckiej 1714-1718.
Imperium Osmańskie odniosło sukcesy wojskowe w wojnie z Wenecją w Grecji (Peloponez) i na Krecie, w wojnie z Austrią zostało pokonane przez Eugeniusza Sabaudzkiego w bitwie pod Petrovaradinem (5 sierpnia 1716).
Traktat odzwierciedlał położenie militarne w obu wojnach. Imperium Osmańskie utraciło na rzecz Austrii Banat i południowo-wschodni Srem (z Belgradem i Kruševacem), a także wąski pas północnej Bośni i zachodnią Wołoszczyznę (Oltenia). Wenecja zrzekła się Peloponezu (zwanego wówczas Moreą), uzyskanego w traktacie karłowickim (1699), Krety, wysp Egina i Tinos, zachowując Wyspy Jońskie z Kithirą, miasta Preweza i Arta w Epirze i drobne nabytki w Dalmacji.
Konsekwencją traktatu było przywrócenie administracji habsburskiej na większości terytorium współczesnej Serbii (czasowo zajmowanego już w latach 1688–1690) i utworzenie Królestwa Serbii jako austriackiego kraju koronnego. Analogicznie Habsburgowie utworzyli prowincję Banat Temeszwarski.
Po zwycięskiej dla Imperium Osmańskiego wojnie austriacko-tureckiej 1735-1739 pokój belgradzki (18 września 1739) przywrócił Turcji północną Bośnię, habsburską Serbię z Belgradem, południową część Banatu Temeszwarskiego i Oltenię, ustanawiając austriacko-turecką linię graniczną na Dunaju i Sawie.